# Beringela
A berinjela (português brasileiro) ou beringela (português europeu)[a] é o fruto da planta Solanum melongena, uma solanaceae arbustiva, anual, originária da Índia, considerada de fácil cultivo nos trópicos, e que pertence à mesma família do pimentão. É sensível ao frio, às geadas e ao excesso de chuva na altura da floração. A época de sementeira sob abrigo, no hemisfério norte, é de janeiro a março. A de plantação, de meados de março (ou após as últimas geadas) a julho. A época de sementeira directa é em março e abril. Em regiões de clima quente, o ano todo.

## Etimologia
O nome berinjela é oriundo do termo persa badnjan, através do termo árabe badinjanâ.

## História
Seu cultivo começou na China e na Índia, há mais de 1500 anos. Considera-se que se origina da Índia, onde ainda existe em sua forma selvagem. Chegou à Europa através dos árabes da Península Ibérica, que eram e são grandes apreciadores desse fruto.

## Tipos
Existem vários tipos desse fruto, diferenciados pelas suas cores. As mais comuns são o vermelho-escuro ou roxo, mas pode também ser branca, embora esta seja rara.
De polpa macia e flexível, tem uma película lisa e lustrosa que a envolve. No mercado português as variedades mais comuns são a híbrida, grande e roxa, a híbrida super F-100, no tom vermelho escuro brilhante e a embu, de cor roxa avermelhada, todas com pedúnculo verde.

## Produção mundial
| País                                     | Produção em 2018 (toneladas anuais) |
| ---------------------------------------- | ----------------------------------- |
| China                                    | 34.102.735                          |
| Índia                                    | 12.826.000                          |
| Egito                                    | 1.409.202                           |
| Turquia                                  | 836.284                             |
| Irão                                     | 666.838                             |
| Indonésia                                | 551.552                             |
| Japão                                    | 300.400                             |
| Itália                                   | 298.313                             |
| Filipinas                                | 244.838                             |
| Espanha                                  | 238.325                             |
| Fonte: Food and Agriculture Organization |                                     |

## Uso medicinal

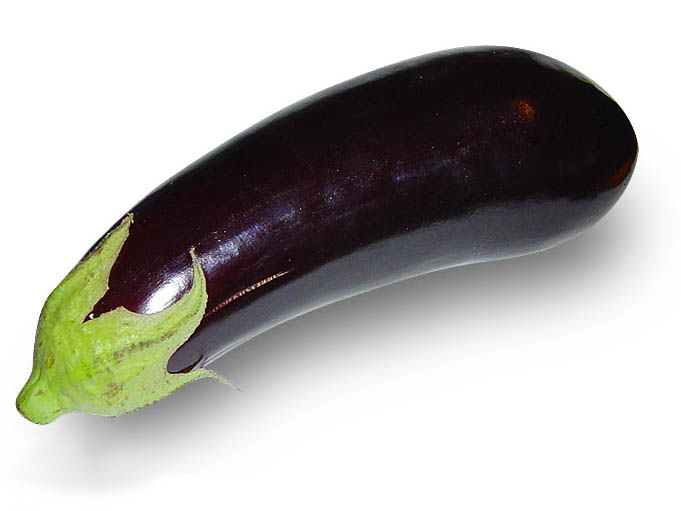
A berinjela: os naturalistas recomendam o seu consumo para prevenir alguns males referentes ao fluxo sanguíneo.

A eficácia da berinjela no tratamento de hipercolesterolemia e no controle do colesterol é controversa. Uma pesquisa realizada no Instituto de Biociências da UNESP de Botucatu - São Paulo teria mostrado que a berinjela pode reduzir até 30% as taxas do colesterol em coelhos. Os mesmos resultados em coelhos não foram observados em outros animais de experimentação. A administração de berinjela a ratos não provocou redução do colesterol.
Em pacientes humanos, foi observado que algumas pessoas reduzem expressivamente seu colesterol plasmático com a ingestão do suco de berinjela, enquanto outras não apresentam a mesma resposta. Um estudo clínico do Instituto do Coração de São Paulo não confirmou tais resultados; o trabalho publicado afirma que a berinjela não deve ser encarada como substituto de estatina. A berinjela necessita de maiores estudos e esclarecimentos sobre o eventual efeito em humanos.
Ainda não se sabe qual o princípio ativo responsável pela redução das taxas de colesterol, mas os cientistas suspeitam de um alcaloide existente na berinjela.
Por ser essa fruta rica em proteínas, vitaminas (A, B1, B2, B5, C), minerais (cálcio, fósforo, ferro, potássio, magnésio) e alcaloides, que atuam diminuindo a pressão sanguínea, prevenindo a arterosclerose, os naturalistas recomendam o seu consumo para prevenir alguns males referentes ao fluxo sanguíneo.[carece de fontes?]
Também é recomendada nos casos de artrite, apresentando bons resultados na gota e no reumatismo, bem como na diabetes e nas inflamações da pele em geral.[carece de fontes?]
É também muito digestiva, nutritiva e laxante, por esse motivo é indicada nos casos de desnutrição, indigestão e prisão de ventre. O consumo da berinjela está também indicado para problemas do fígado e do estômago.[carece de fontes?]
Para efeito medicinal, também pode ser usada cortada em pedacinhos com casca e colocado em um vasilhame de água na geladeira e beber 200 ml três vezes ao dia (nos casos de crise: diabete alta, hipertensão) e para manutenção diminuir a dose. Não deve ser usada com frequência, para que não haja hipoglicemia ou outros problemas de saúde. Usar 15 dias e descansar uma semana e continuar se precisar após os exames. Não deve ser usado para perda de peso, pois se a pessoa não tiver nenhum desses problemas de saúde como diabetes, hipertensão e outros, pode ser danoso para a mesma, podendo causar, inclusive, baixa da hemoglobina, causando anemia.[carece de fontes?]
As melhores berinjelas são as de estrutura firme e cascas bem brilhantes. As opacas e amolecidas já estão velhas e perderam um pouco suas propriedades nutricionais.
É vendida em pó como legume medicinal.

## Uso culinário
Pode ser usada no preparo de pratos como o cuscuz, o suflê, a mussaca, torta, salada, recheada, entre outras várias formas na cozinha. Também é muito boa para fazer lasanha.
Cozida, frita, assada ou grelhada, a berinjela combina bem com pimento, tomate, cebolas e azeitonas, tornando-se um óptimo acompanhamento para carnes grelhadas e assadas. Também se podem fazer gostosas porções com vinagre com sabor característico.
Com a berinjela, é possível se fazer tortas de sabor agradável. Se guardada dentro do frigorífico, num saco plástico, dura de uma a duas semanas. Para retirar o gosto amargo que a caracteriza, corte-a ao meio, esfregue com sal e escorra, ou deixe-a aberta coberta com água e sal, limão ou vinagre, durante, pelos menos, 15 minutos. Escorra em seguida e seque com papel absorvente. Uma boa maneira de aproveitar todas as suas propriedades sem sentir o sabor amargo do fruto é cortá-lo em cubos e misturá-lo ainda cru ao alimento, no momento da refeição.

## Galeria

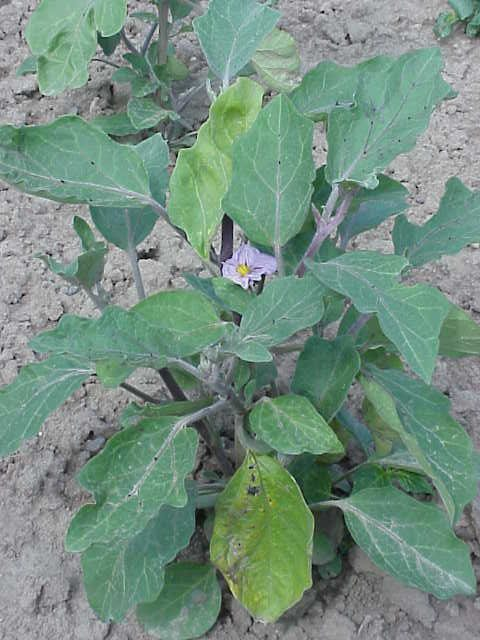
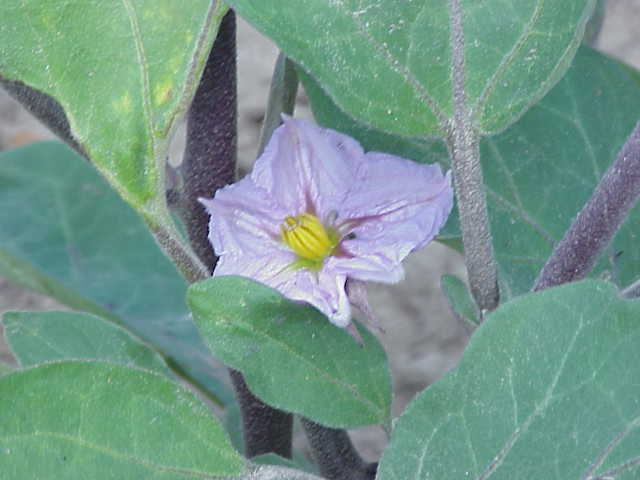
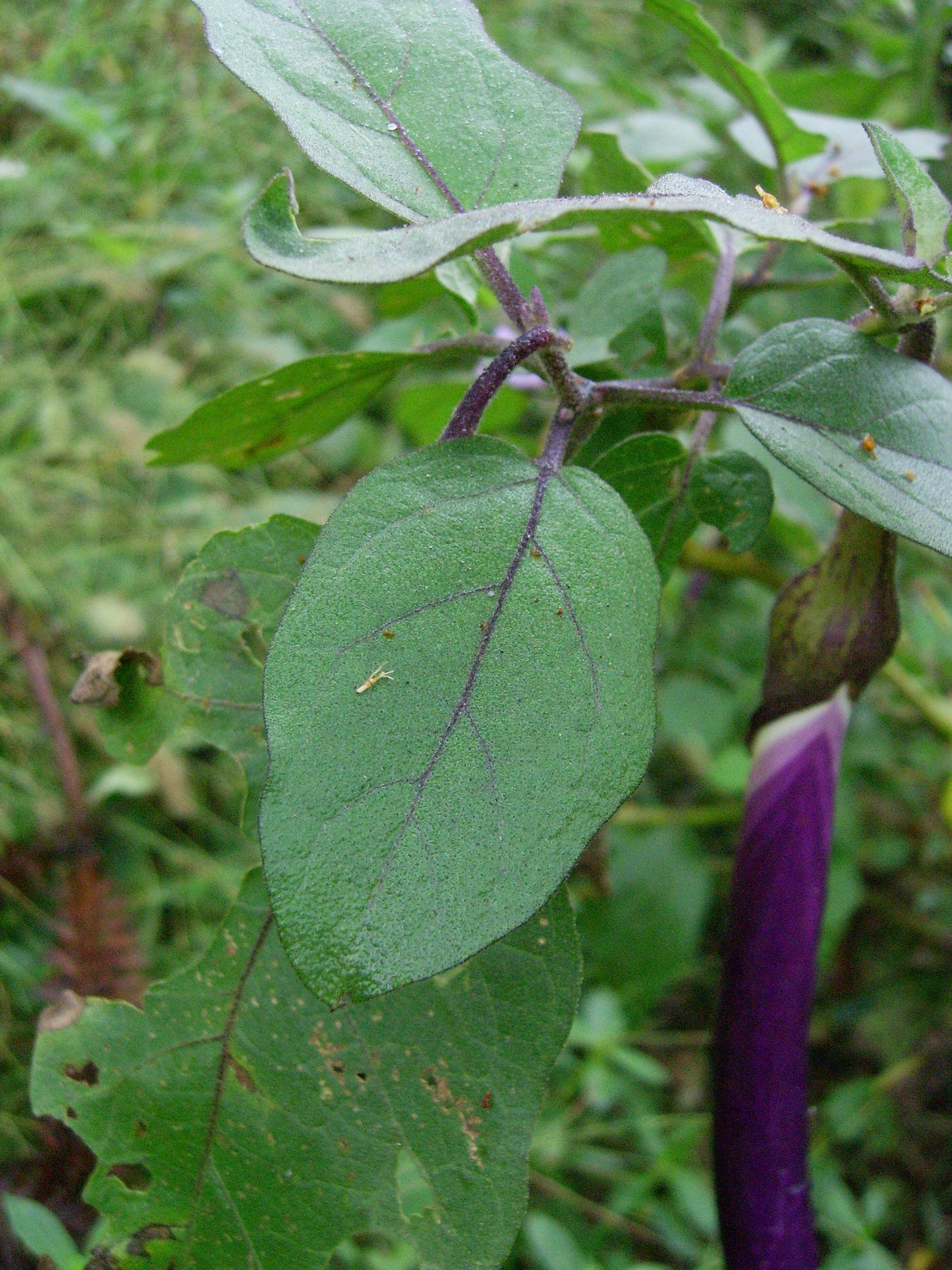
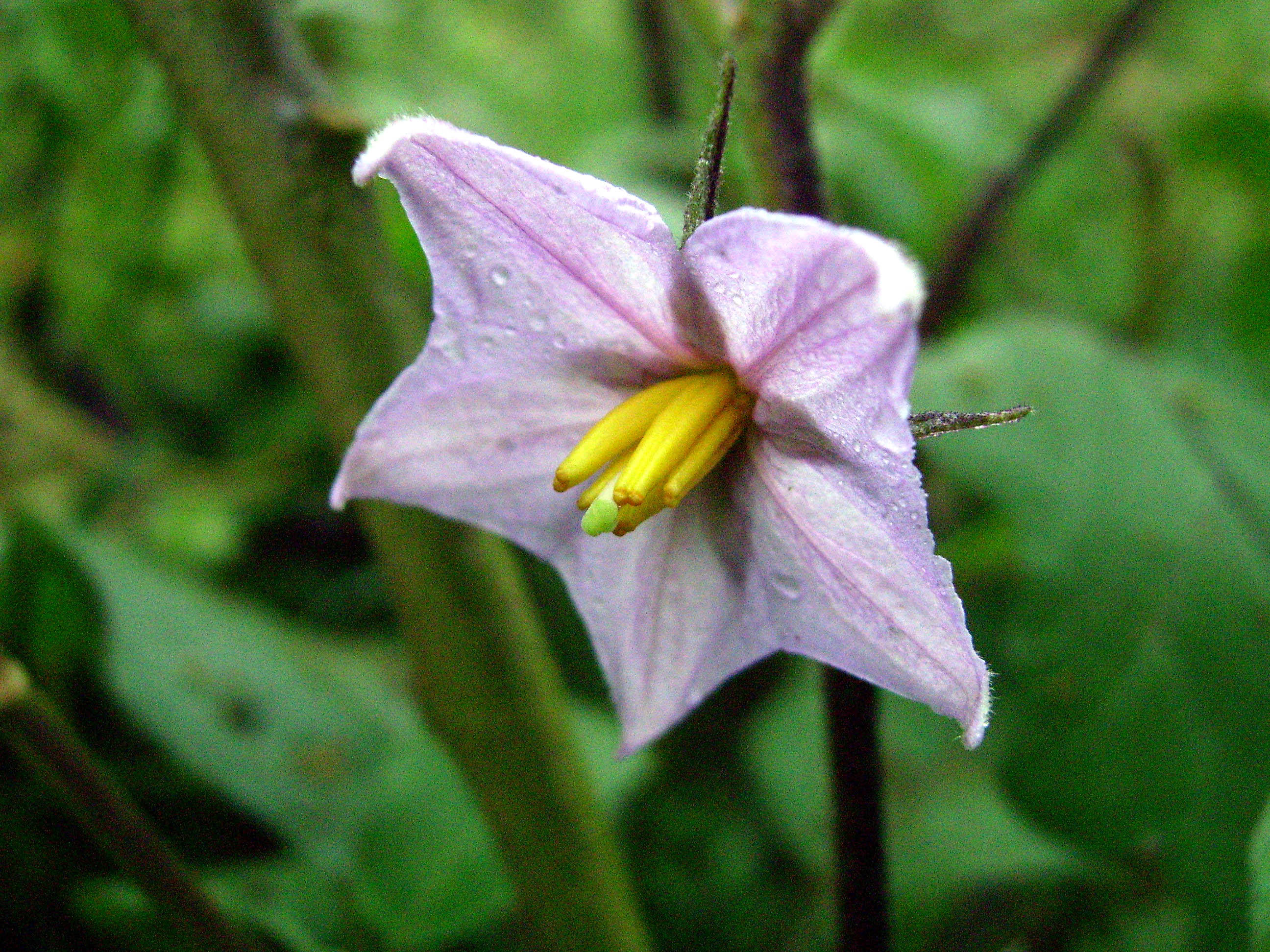
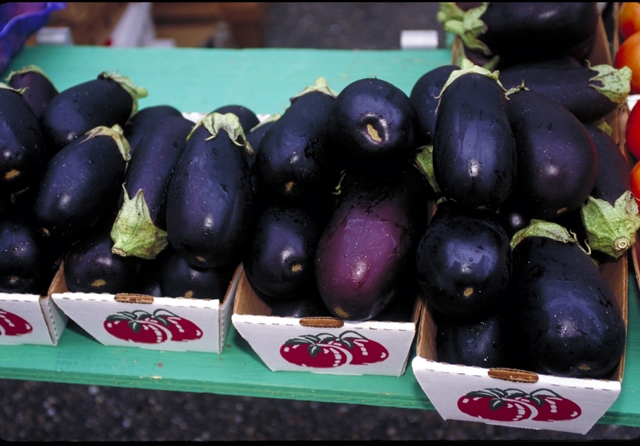
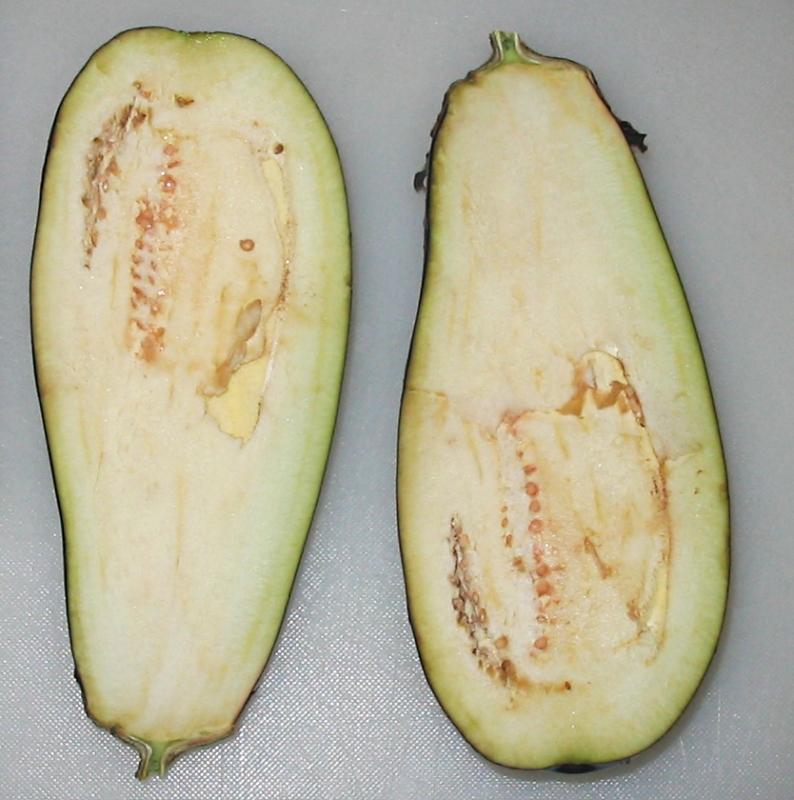
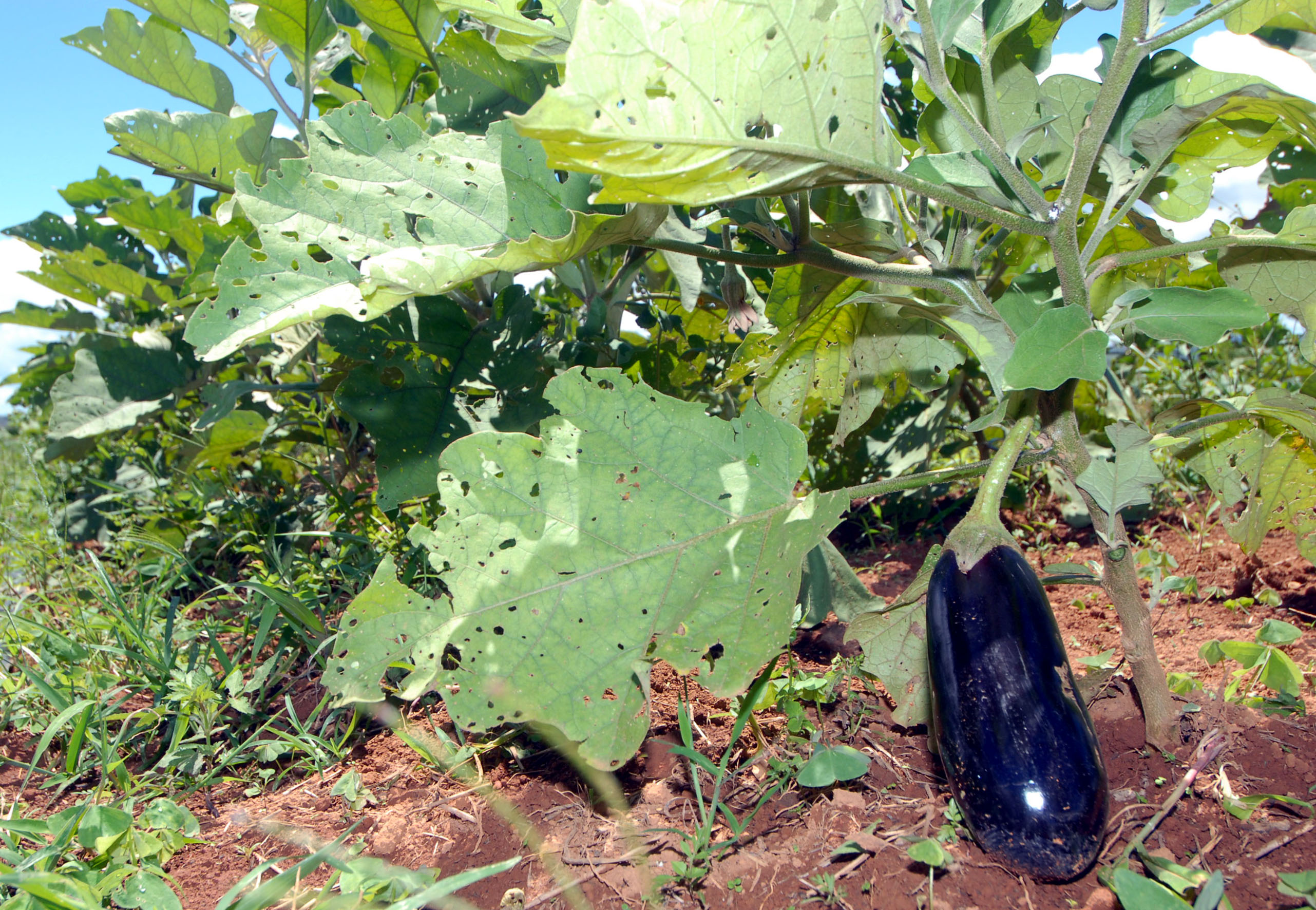